# Shlomo Finkelstein (Online-Aktivist)
Shlomo Finkelstein (Pseudonym von Aron Pielka; * 4. Mai 1996 in Krefeld) ist ein deutscher rechtsextremer Online-Aktivist. Er verbreitete rassistische, islamfeindliche und antifeministische Inhalte. Zu den meistverbreiteten unter dem Namen Shlomo Finkelstein publizierten Formaten Pielkas gehörte die Video-Reihe Die Vulgäre Analyse, die als „feste Instanz in der rechtsradikalen Online-Welt“ galt.

## Privatleben
Shlomo Finkelsteins bürgerlicher Name ist Aron Pielka. Der Medienaktivist stammt aus Köln. 2013 veröffentlichte er bei Timezone  unter dem Pseudonym Die Pi-Elke das Album Sundance.

## Wirken

### „Die vulgäre Analyse“ und der Podcast „Honigwabe“
Pielka starte seine Tätigkeit auf YouTube 2015 als Die Vulgäre Analyse. Laut eigener Aussage motivierte ihn vor allem der Anschlag auf Charlie Hebdo und der hiermit verbundene Angriff auf die Meinungsfreiheit zu seinem Aktivismus und zu seiner Anonymität. Der Fokus der Video-Reihe lag, insbesondere in seiner Anfangszeit, auf Kritik am Feminismus, dem Islam und dem öffentlich-rechtlichen Rundfunk, allen voran dem funk-Contentnetzwerk der Sender ARD und ZDF. Zudem zeigte er im Hintergrund seiner Videos regelmäßig Bilder eines geschändeten Korans.
Ein wiederkehrendes Element waren Porträts von Samuel Johnson, die er in seinen Videos anstelle seiner eigenen Person zeigte. Die Porträts waren teils graphisch verändert und wurden zu seinem Symbol. Bis 2018 hatte der Kanal knapp 60.000 Abonnenten und seine Videos wurden millionenfach geschaut. Er war außerdem prominent auf der (inzwischen eingestellten) Crowdfunding-Plattform Hatreon, einer Version von Patreon, vertreten, die der US-amerikanischen Alt-Right zugerechnet wird. Einen großen Teil seiner Bekanntheit verdankte Finkelstein der von der ARD bewirkten Löschung seiner YouTube-Kanäle – offiziell wegen Urheberrechtsverstößen –, die insbesondere unter ÖR-kritischen YouTubern zu Solidaritätsbekundungen führte.
In seinen Videos betrieb  Finkelstein Hetze gegen Muslime, Feministen, Schwarze, Migranten, Politiker sowie Medien und verbreitet antisemitische Mythen wie den „Kulturmarxismus“. Den Namen „Shlomo Finkelstein“ erhielt er von den Followern eines rechtsextremen YouTubers, mit dem er in Konflikt geraten war, um ihn als „jüdischen Agenten“ darzustellen. Später übernahm er diesen als Pseudonym. Seit 2019 trat er für die völkische Identitäre Bewegung auf.
Darüber hinaus betrieb er einen Podcast namens Honigwabe. In diesem waren Hans-Georg Maaßen (Werteunion), Björn Höcke (AfD), Maximilian Krah (AfD), Holger Kreymeier (Contentproduzent), Martin Sellner (Identitäre Bewegung), Heinz-Christian Strache (FPÖ) und Jason Miller (CEO von Gettr) zu Gast. Gettr gehörte seit November 2021 auch zu den Finanziers seiner Videos. Pielka war 2024 in AfD-Werbevideos auf TikTok involviert.

### Hackerskandal
In die öffentliche Wahrnehmung rückte Pielka alias Shlomo Finkelstein, als im Zuge der Ermittlungen um den Hack privater Daten deutscher Politiker und Prominenter 2018/2019 bekannt wurde, dass der Täter sich insbesondere auf Finkelsteins Kanälen radikalisiert hatte. Unter den Opfern waren zahlreiche Personen, die sich kritisch mit Finkelstein beschäftigten oder gegen die er sich kritisch geäußert hatte. Die Extremismusforscherin Julia Ebner erklärte, dass Die Vulgäre Analyse „viele junge Leute politisiert und teilweise wohl auch radikalisiert“ habe. Finkelsteins Zuhörerschaft galt zudem als wirkmächtige „Troll-Armee“, die von ihm ausgesuchte Ziele mit Hassnachrichten überschütten konnte und so eine wichtige Rolle beim Kampf um die politische Meinungshoheit der extremen Rechten spielte.

### #Stolzmonat
Pielka war 2023 Mitinitiator der Social-Media-Kampagne „#Stolzmonat“, bei der er dazu aufrief, soziale Medien während des Pride Month mit nationalistischen und queerfeindlichen Postings zu fluten. Anstatt der Regenbogenfahne zeigten die Postings eine in sieben Farben gestaffelte Deutschlandflagge. Gleichzeitig sollte die Aktion ein Gegennarrativ verbreiten, wonach Deutsche durch LGBT-Akteure unterdrückt würden. Neben Finkelsteins Anhängern beteiligte sich auch die AfD an der Verbreitung der Kampagne.

### Rassistische Plakataktion
2024 wurde in sozialen Medien Bilder geteilt, die ein vermeintlich antirassistisches Plakat zeigen sollten, das von Linken verbreitet worden sein soll. Auf dem Bild wird eine blonde Frau gezeigt, links und rechts von ihr ein muslimischer Mann und eine muslimische Frau in Ganzkörperschleier. Die Überschrift lautete „Integrier dich, weiße Frau“. Auf dem Banner selbst stand: „Kleide dich respektvoll gegenüber anderen Kulturen und nimm Rücksicht auf die religiösen Gefühle diskriminierter Minderheiten. Alltagsrassismus fängt bei der Kleidung an.“ Das Banner selbst stammt von Shlomo Finkelstein, der die Aktion im Februar 2021 startete. Vornehmlich in Mecklenburg-Vorpommern wurden die Plakate aufgehängt. Auch in den Städten Konz und Worms in Rheinland-Pfalz wurden die Plakate  angebracht.

### Verurteilung u. a. wegen Volksverhetzung
Auf Antrag der Staatsanwaltschaft Köln erließ das Amtsgericht Köln am 11. Dezember 2020 einen Strafbefehl wegen Volksverhetzung, Beschimpfung von Bekenntnissen und Religionsgemeinschaften sowie Verbreiten von Kennzeichen verfassungswidriger Organisationen gegen Pielka und legte als Rechtsfolge eine einjährige Freiheitsstrafe fest, deren Vollzug zur Bewährung ausgesetzt wurde. Zur Last gelegt wurden Pielka demnach die entsprechenden Normen im Zeitraum zwischen dem 12. Mai 2017 und dem 29. März 2019 durch zehn selbständige Handlungen verletzt zu haben.
Obwohl gegen den Strafbefehl Einspruch eingelegt wurde, erschien Pielka nicht zur Verhandlung darüber, so dass das Amtsgericht Köln den Einspruch verwarf. Das Urteil wurde im Juni 2021 rechtskräftig. Die Strafaussetzung zur Bewährung wurde im Februar 2022 widerrufen, da Pielka gegen seine Bewährungsauflagen verstoßen hatte. Am 13. August 2024 wurde er in der Nähe von Berlin festgenommen und trat im Anschluss die Haftstrafe an. Im Mai 2025 wurde er vorzeitig aus der Haft entlassen.